# Кубок России по гандболу среди мужчин
Кубок России среди мужских команд имени Александра Кожухова — ежегодное спортивное состязание по гандболу. Турнир проводится среди мужских клубов, которые участвуют в Чемпионате России и во всероссийских соревнованиях высшей и первой лиг.

## Правила
Условия проведения Кубка России определяет Министерство спорта РФ и Федерация гандбола России. Ежегодно разрабатываются приложения, которые утверждаются исполкомом ФГР и содержат состав участников, систему, сроки и места проведения соревнований, списки судей на площадке и судей-инспекторов.
В состав команды могут входить максимум тридцать четыре человека, включая двадцать восемь спортсменов (из которых только пять могут быть иностранными, при этом во время игры на площадке могут находиться только трое), двух тренеров, врача, массажиста, начальника и администратора команды.
Обязательным условием участия в Кубке для клубов является наличие у них не менее чем одной детско-юношеской спортивной команды, которая участвовала за счёт этого спортивного клуба и от его имени не менее чем в одном официальном спортивном соревновании по гандболу, независимо от уровня его проведения.
Турнир проводится в два этапа: предварительный по системе плей-офф с разъездами и финал четырёх команд по олимпийской системе с определением места каждой команде. Места в турнире определяются по наибольшей сумме набранных очков за все игры: за победу начисляется два очка, за ничью — одно, за проигрыш — не начисляются. При равенстве очков у нескольких команд места определяются по: наибольшему количеству очков и лучшей разнице заброшенных и пропущенных мячей в играх между этими командами, а также лучшей разнице заброшенных и пропущенных мячей, наибольшему количеству побед, наибольшему количеству заброшенных мячей, лучшему соотношению заброшенных мячей и пропущенных голов во всех матчах соревнования, результатам жеребьёвки. Если команды сыграли вничью при проведении игр по системе плей-офф победителя определяют по результату дополнительного игрового времени. После которого, если ситуация не изменилась, назначают серию семиметровых штрафных бросков.
Победителям соревнования присваивается звание «Обладатель Кубка России по гандболу сезона». Они награждаются переходящим кубком, золотыми медалями и дипломами первой степени. Команды, занявшие второе и третье места награждаются, соответственно, серебряными и бронзовыми медалями, дипломами второй и третьей степеней Минспорта и ФГР.

## Призёры
| Сезон     | Финал           | Победитель                | Второе место                            | Третье место                          |
| 2005/2006 | Краснодар       | Чеховские медведи (Чехов) | УОР-«Чеховские медведи» (Чехов)         | Портовик (Южный)                      |
| 2006/2007 |                 | Чеховские медведи (Чехов) |                                         |                                       |
| 2007/2008 |                 | Чеховские медведи (Чехов) |                                         |                                       |
| 2008/2009 |                 | Чеховские медведи (Чехов) | Каустик (Волгоград)                     | Заря Каспия(Астрахань)                |
| 2009/2010 | Чехов           | Чеховские медведи (Чехов) | Каустик (Волгоград)                     | Локомотив (Челябинск)                 |
| 2010/2011 | Астрахань       | Чеховские медведи (Чехов) | Каустик (Волгоград)                     | Университет Лесгафта-Нева (Петербург) |
| 2011/2012 | Чехов           | Чеховские медведи (Чехов) | Пермские медведи (Пермь)                | Каустик (Волгоград)                   |
| 2012/2013 | Волгоград       | Чеховские медведи (Чехов) | Каустик (Волгоград)                     | Университет Лесгафта-Нева (Петербург) |
| 2013/2014 | Пермь           | Пермские медведи (Пермь)  | Университет Лесгафта — Нева (Петербург) | Чеховские медведи (Чехов)             |
| 2014/2015 | Пермь           | Чеховские медведи (Чехов) | СКИФ (Краснодар)                        | Пермские медведи (Пермь)              |
| 2015/2016 | Чехов           | Чеховские медведи (Чехов) | Университет Лесгафта — Нева (Петербург) | Динамо (Астрахань)                    |
| 2016/2017 | Краснодар       | СКИФ (Краснодар)          | Чеховские медведи (Чехов)               | СГАУ-Саратов (Саратов)                |
| 2017/2018 | Москва          | Чеховские медведи (Чехов) | Спартак (Москва)                        | СГАУ-Саратов (Саратов)                |
| 2018/2019 | Чехов           | Чеховские медведи (Чехов) | Спартак (Москва)                        | СКИФ (Краснодар)                      |
| 2019/2020 | Пермь           | Чеховские медведи (Чехов) | Спартак (Москва)                        | Пермские медведи (Пермь)              |
| 2020/2021 | Москва          | Чеховские медведи (Чехов) | СКИФ (Краснодар)                        | ЦСКА (Москва)                         |
| 2021/2022 | Будённовск      | Виктор (Ставрополь)       | ЦСКА (Москва)                           | Чеховские медведи (Чехов)             |
| 2022/2023 | Москва          | Чеховские медведи (Чехов) | Пермские медведи (Пермь)                | ЦСКА (Москва)                         |
| 2023/2024 | Пермь           | ЦСКА (Москва)             | Пермские медведи (Пермь)                | Чеховские медведи (Чехов)             |
| 2024/2025 | Санкт-Петербург | ЦСКА (Москва)             | Зенит (Санкт-Петербург)                 | СКИФ (Краснодар)                      |